# Dingosa murata
Dingosa murata is een spinnensoort in de taxonomische indeling van de wolfspinnen (Lycosidae).
Het dier behoort tot het geslacht Dingosa. De wetenschappelijke naam van de soort werd voor het eerst geldig gepubliceerd in 2007 door Volker W. Framenau & Barbara C. Baehr.